# Julita gård

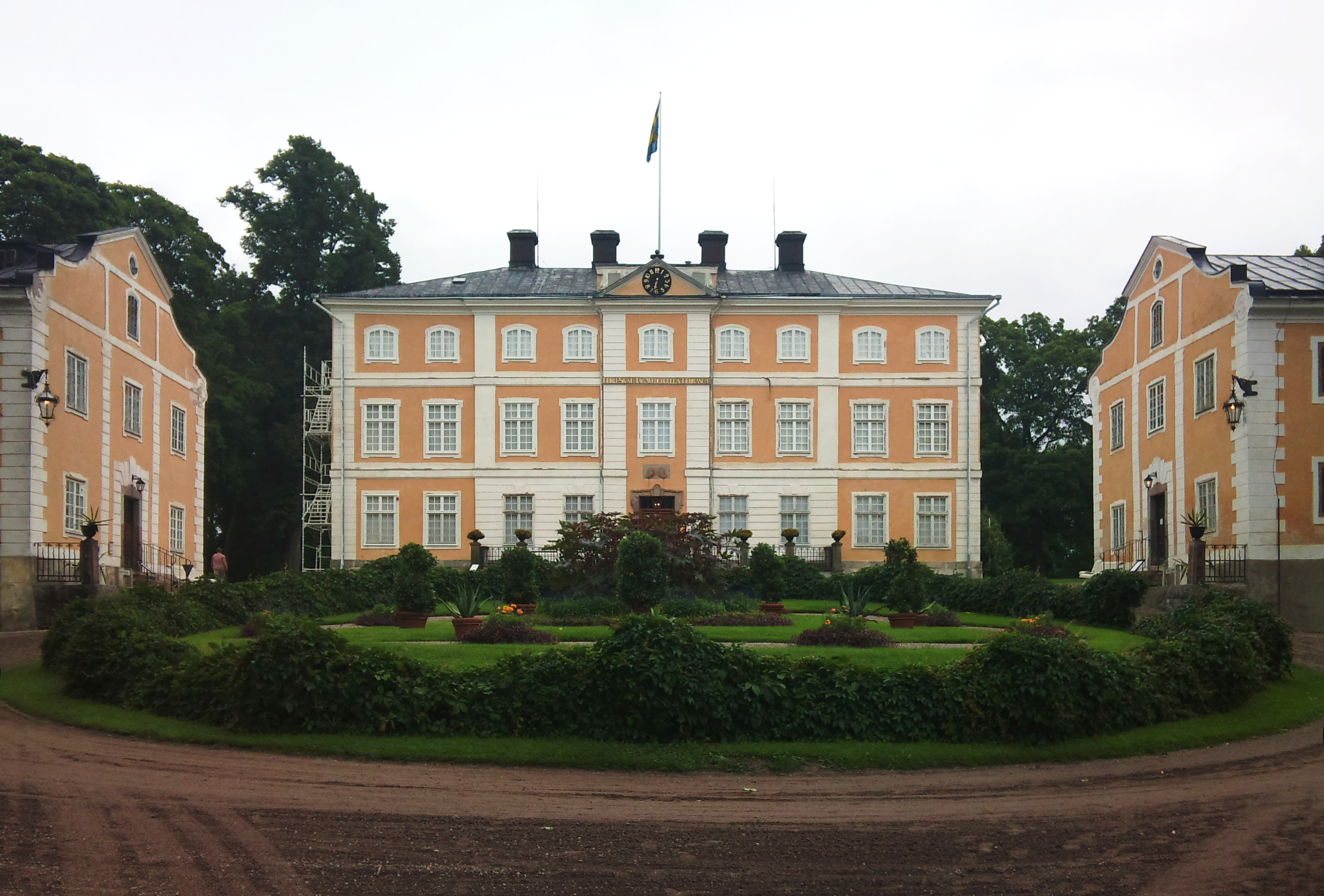
Julita herrgård, augusti 2010

Julita gård är en herrgård i Julita socken i Katrineholms kommun i  Södermanland. Gården omfattar idag cirka 2 200 hektar mark, fyra öar i Hjälmaren, fiskevatten i Öljaren och Hjälmaren och mer än 360 byggnader. Huvudbyggnaden ligger med gårdsplan som vetter ner mot sjön Öljaren. Julita gård ägs sedan 1944 av Nordiska museet och är sedan dess ett friluftsmuseum. 

## Historik

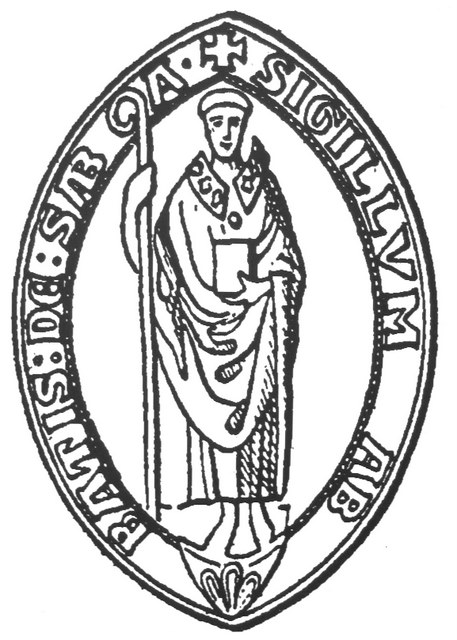
Julita klosters sigill

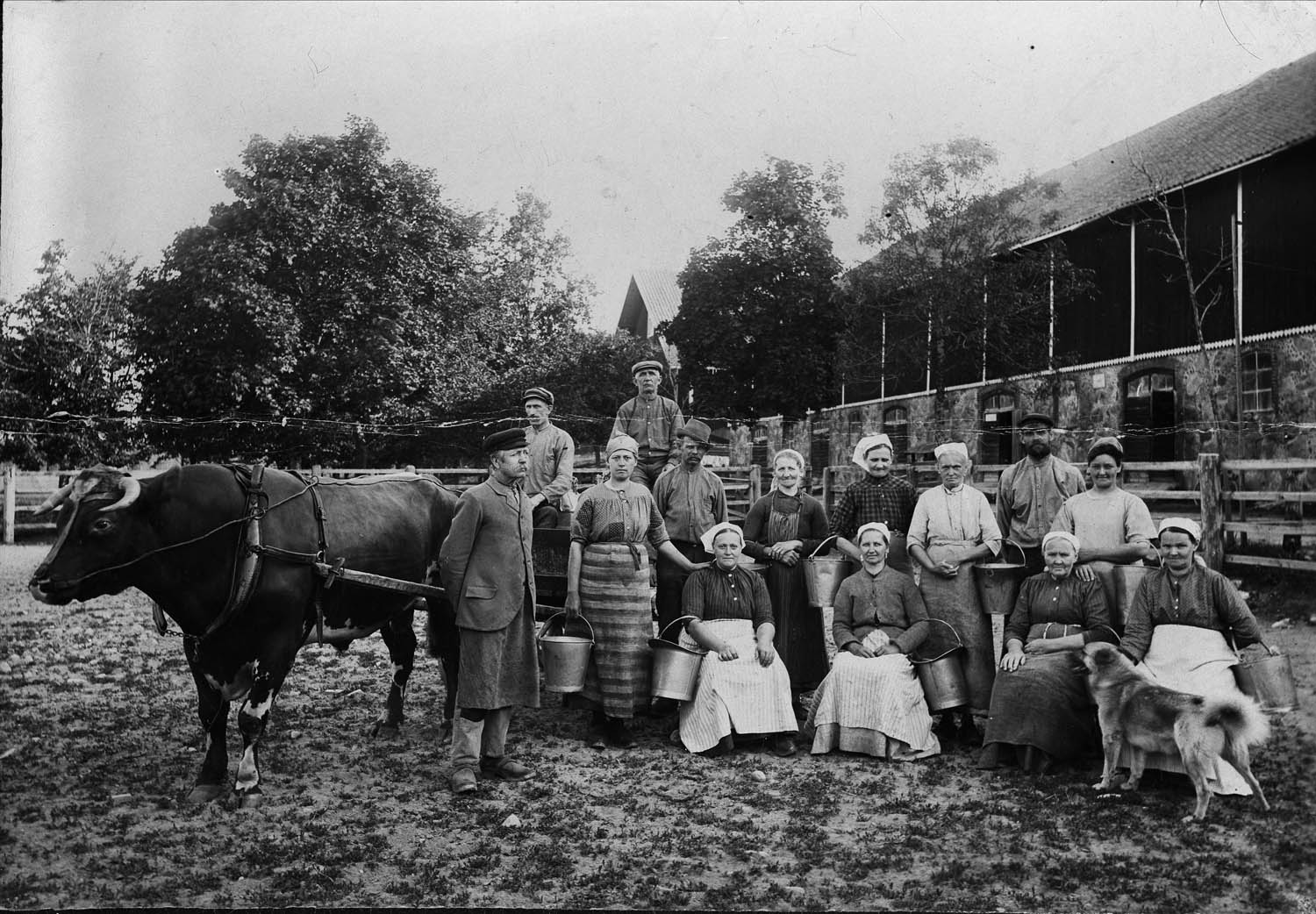
Mjölkerskor och lagårdskarlar uppställda vid ladugården, ca 1910.

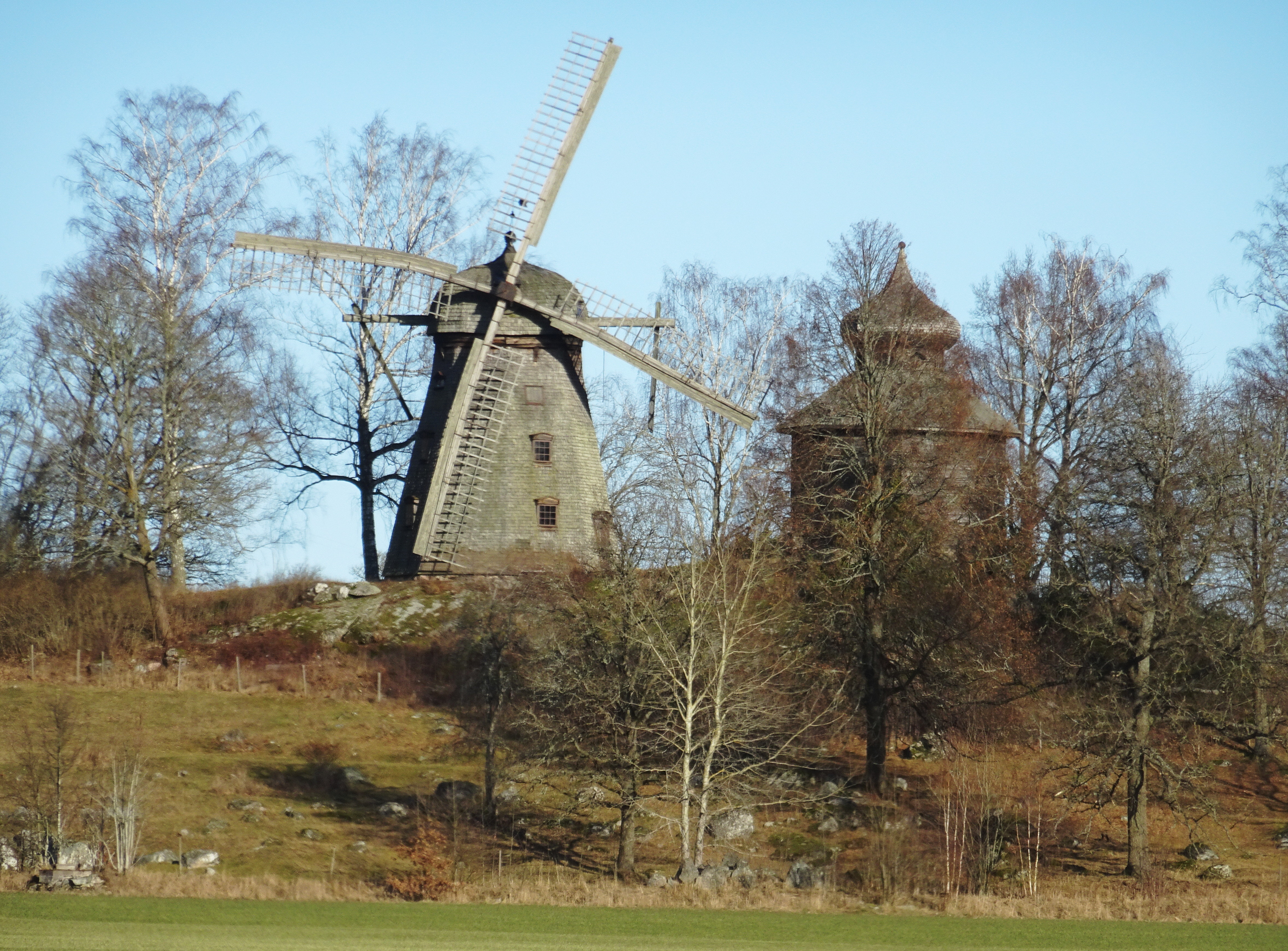
Julita gårds väderkvarn från 1855.

Troligen var Julita gård en stormannagård redan under vikingatiden. På gården finns en runsten, Sö Fv1973;189 från 1000-talet och i Oxhagen cirka en kilometer från herrgården finns resterna av ett vikingatida platåhus.
Omkring 1180 blev Julita gård platsen för Julita kloster när kung Knut Eriksson delvis skänkte, delvis bytte Julita till cisterciensorden. Bytesdokumentet är ett av de äldsta bevarade dokumenten som utfärdats i Sverige och beskriver bland annat godsets utsträckning från ”hamnen Hjälmarsund” till ”öarna som kallas Thopthuth” (det vill säga Tåkenöarna).
Julita gods bildades vid reformationen när Julita kloster stängdes. Godset omfattade då förutom Julita gård och Forsby säteri även byarna Äs och Fogelstad. Det omfattade hela Julita socken förutom godset Gimmersta och fastigheter som tillhört kyrkan (Bäck och Källarboda 1). 
Godset förlänades till Olof Arvidsson (Stenbock) och 1564 till Jöran Persson. Det tillföll 1569 hertig Karl, som tidvis bodde där. Gustav II Adolf förlänade det 1622 till sin mor, änkedrottning Kristina. Efter hennes död 1625 överläts det till den österrikiske artilleriöverstenMelchior von Wurmbrandt och därefter till Paul Khevenhüller. Paul Khevenhüllers dotter var gift med Mattias Palbitzki och därmed kom Julita gård att ägas inom släkten Palbitzki.
Godset delades genom arvskifte vid Mattias Palbitzkis död 1677. Julita gårds underliggande hemman i öster tillföll döttrarna i arv. Byarna Fogelstad och Äs avhystes och ombildades till säterier med underliggande hemman.
Den siste friherren Mattias Palbitski dog 1851. Godset ärvdes då av hans syskonbarn och syskonbarnbarn, Lewenhaupt och von Oelreich, änkan Beata Palbitzki hade besittningsrätt till godset fram till sin död 1872. Arvingarna sålde Julita 1876, något förminskat, till tobaksbolaget Wilhelm Hellgren & Co som då ägdes av Johan Bäckström. Hans son Artur Bäckström donerade efter sin död 1941 egendomen till Nordiska museet, som tillträdde ägandet 1944.

### Julita gårds väderkvarn
Julita gårds väderkvarn står på en liten kulle norr om länsväg 214 varifrån den lätt kan ses. Den är av typ holländarkvarn (med vridbar hätta) och uppfördes 1855. Kvarnbyggnaden har åttkantig form i fyra våningar bestående av ett stolpverk och fasader klädda med tjärat tunnspån. Väderkvarnen var i drift till 1909 och skall enligt ett beslut från december 2020 renoveras. Enligt ägaren, Nordiska museet, bildar väderkvarnen och den bredvidliggande kvarnstugan "en sammanhållen miljö som pedagogiskt berättar om en del av Julita gårds historia".

## Julita gård idag
Till Julita gård kommer många turister på somrarna för att få uppleva miljön, se på utställningarna eller bara för att gå i trädgården. Nordiska museets arbete med att bevara historiskt växtmaterial är koncentrerat till Julita och här finns också klonarkiv för olika växter, bland annat äpplen, päron, humle och rabarber. Vid Julita gård finns också Arthur Bäckströms friluftsmuseum ”Julita skans”. Utställningarna visas i en av de tidigare ladugårdsbyggnaderna. Julita gård har ibland benämnts Sveriges Lantbruksmuseum eftersom Nordiska museet tog över Kungliga skogs- och lantbruksakademiens samlingar under 1960-talet.

## Klonarkivet

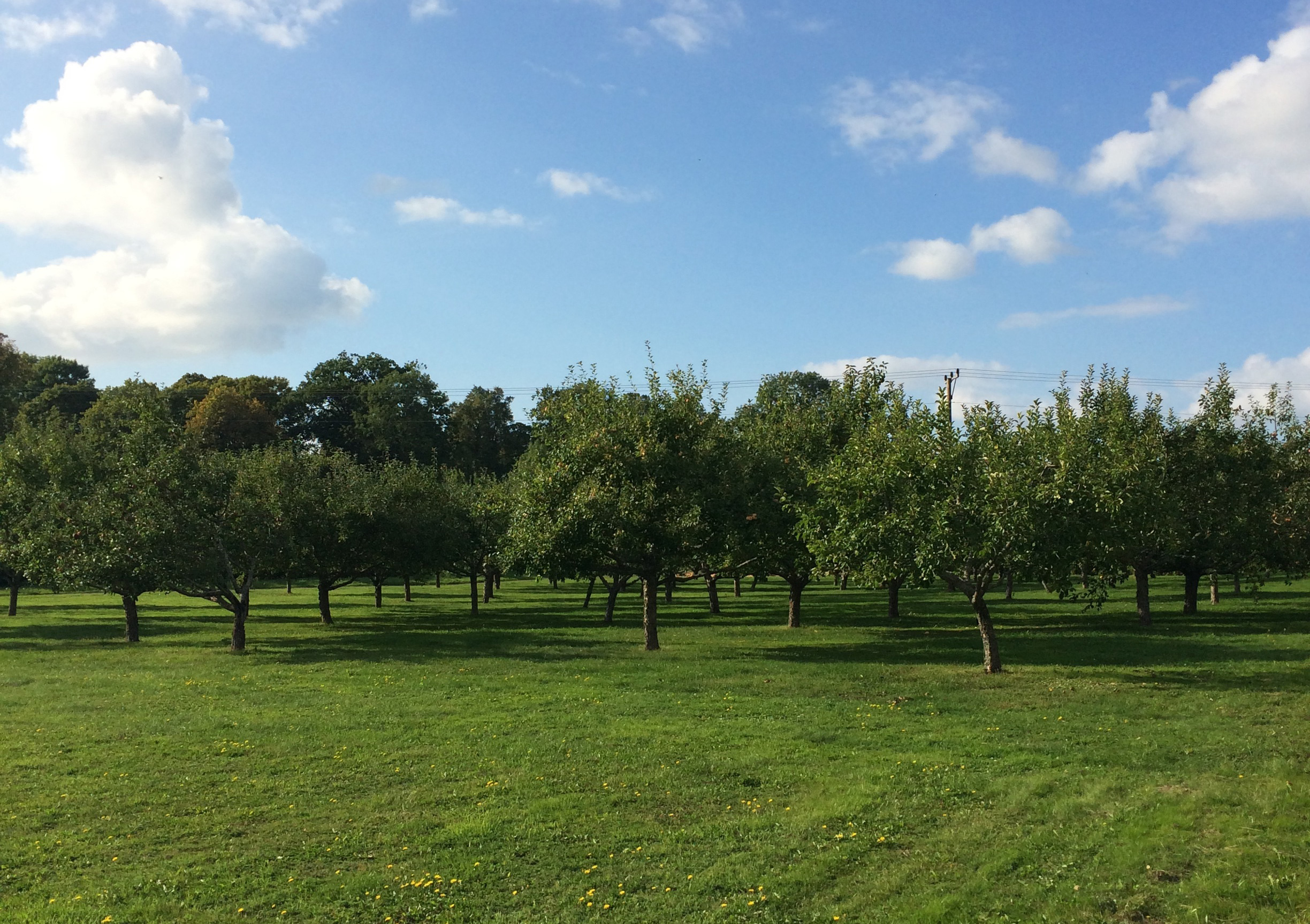
En av äppelträdgårdarna vid Julita gård.

Julita gård är ett av Sveriges klonarkiv för äppelsorter. Vilka sorter som ska bevaras i genbanken bestäms genom Programmet för odlad mångfald. På Julita bevaras ett 70-tal mandatsorter och ett antal andra sorter.

## Bilder

Exteriör
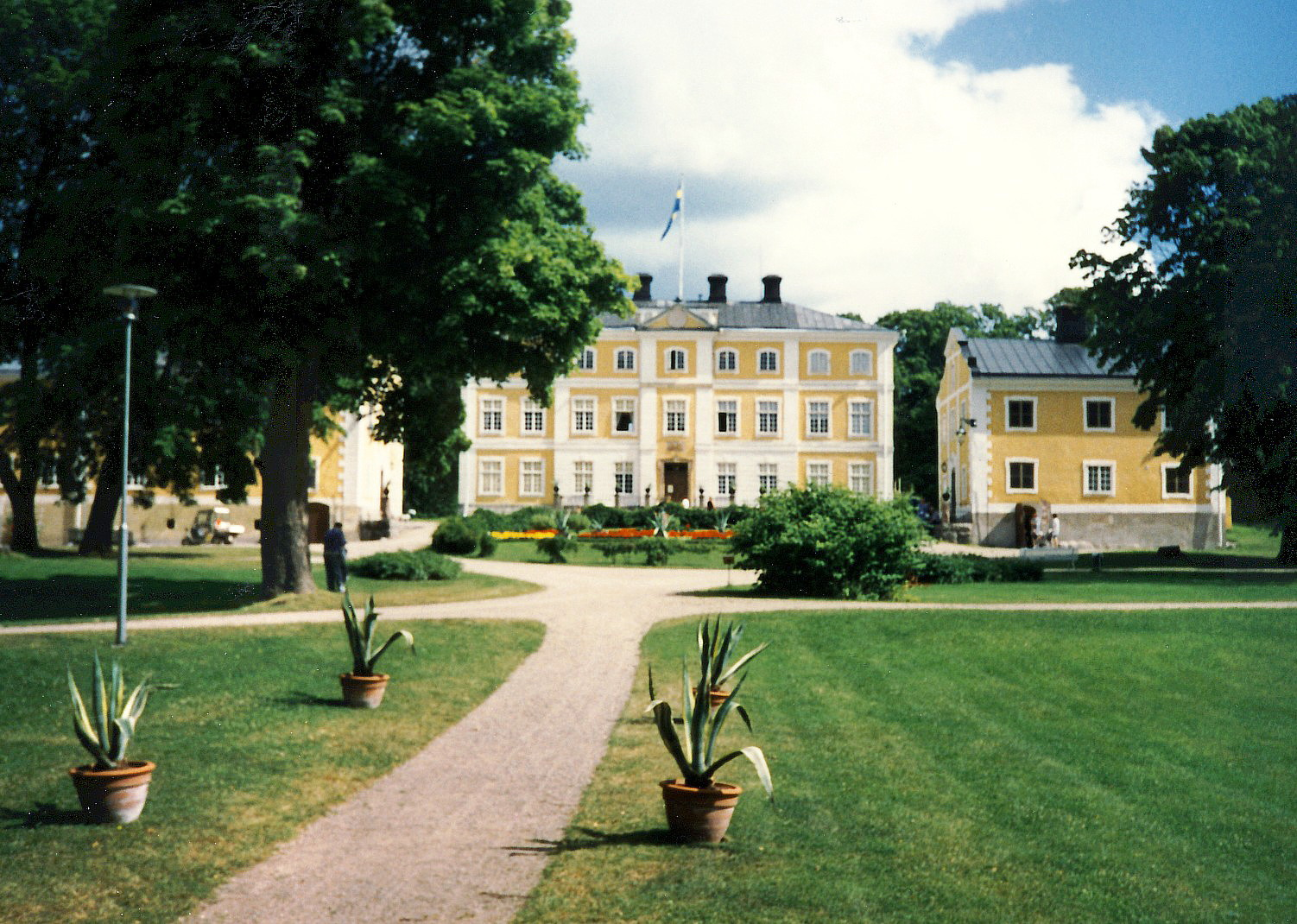
Julita herrgård och park 1996
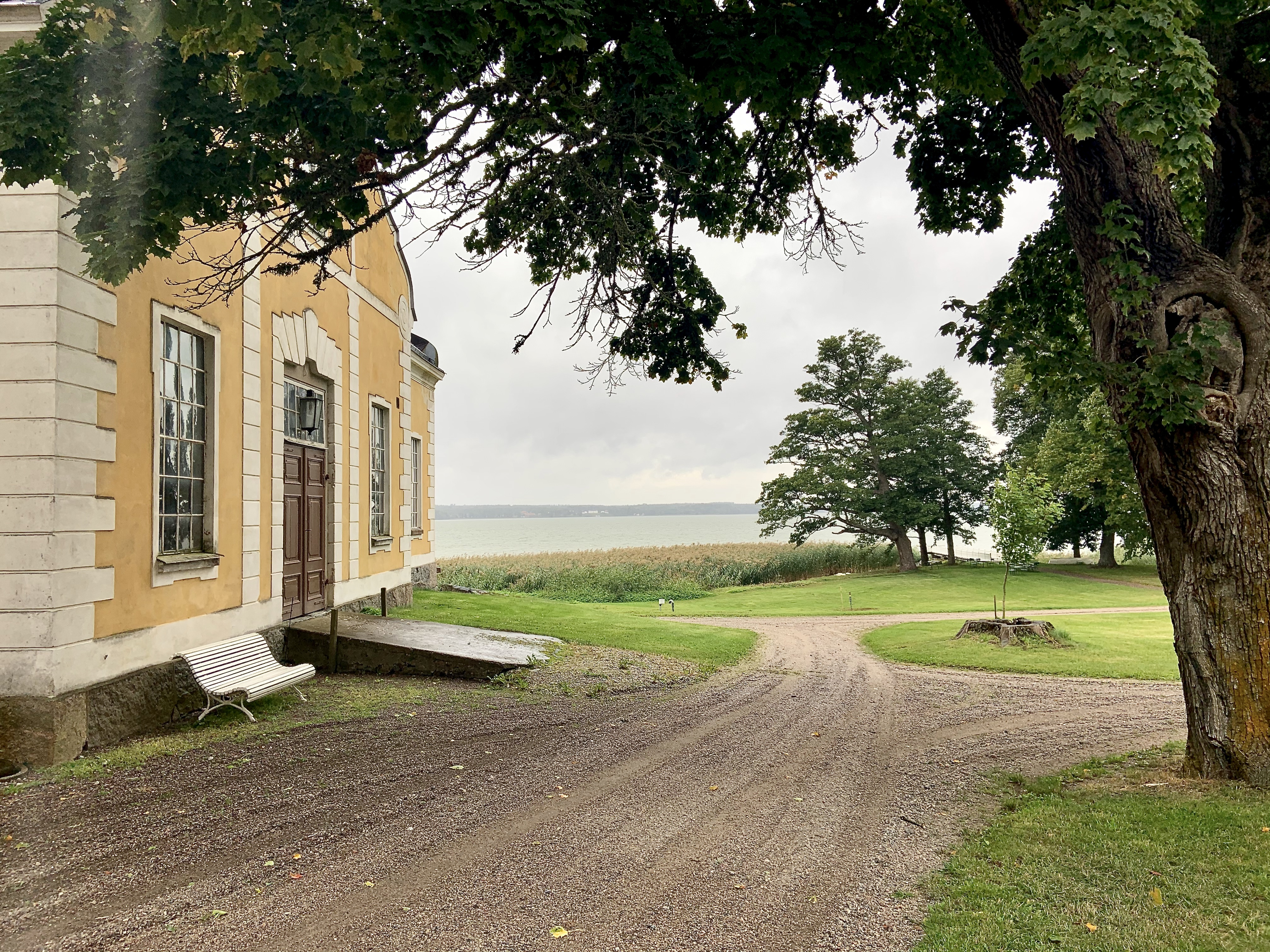
Utsikten på Öljaren
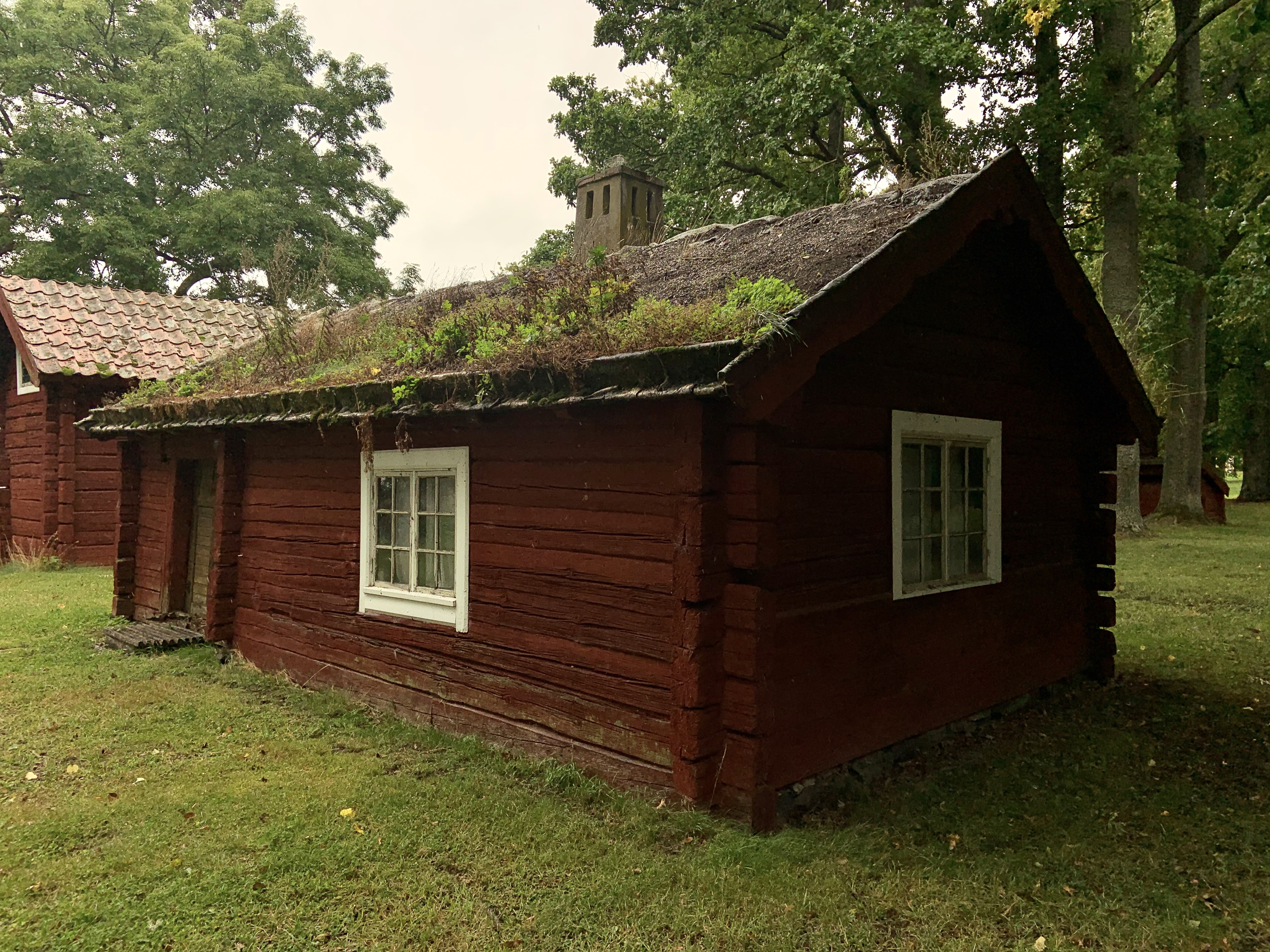
Skansenstuga på Julita gård
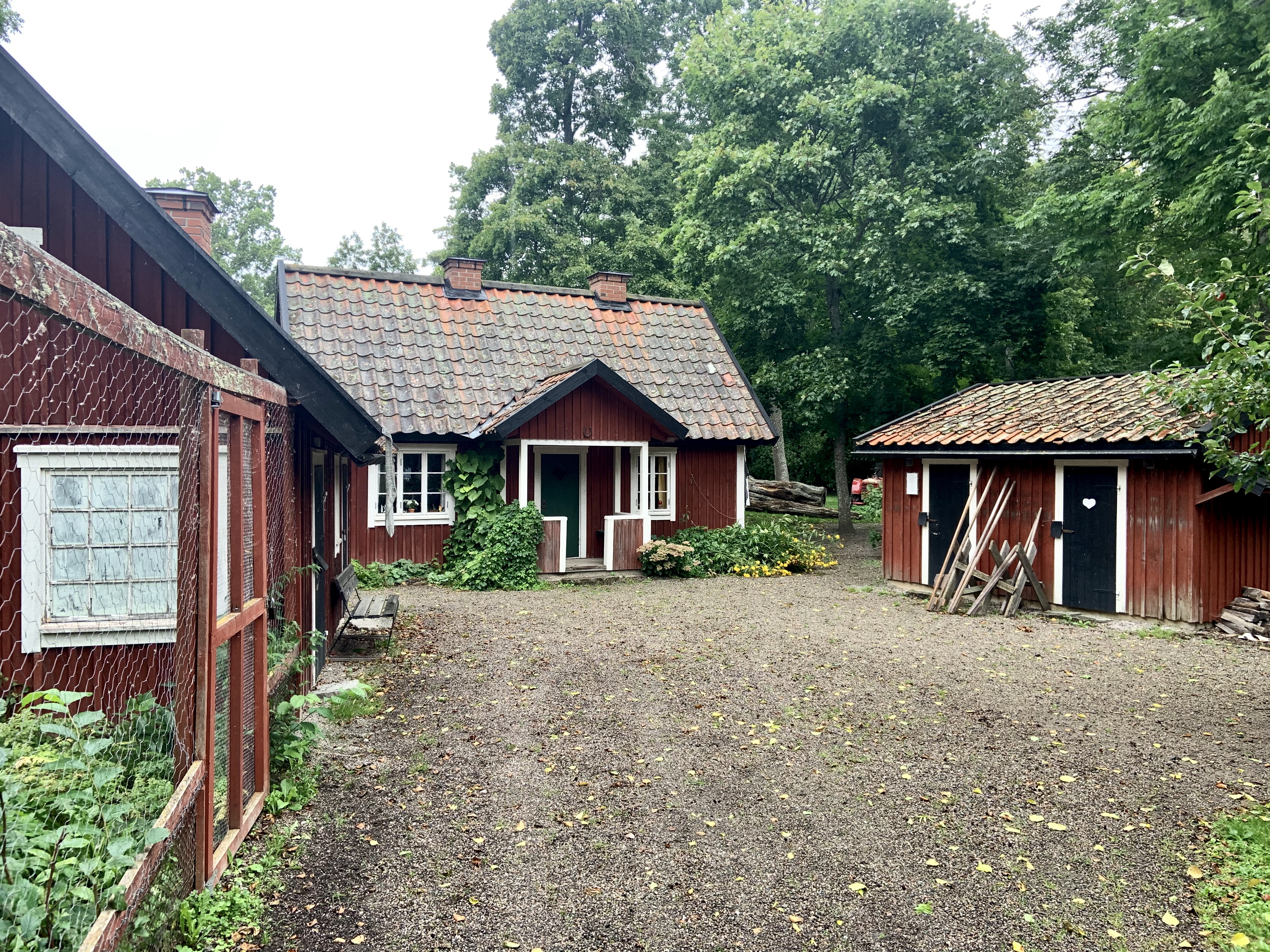
Pettson och Findus gård på Julita gård

Interiör
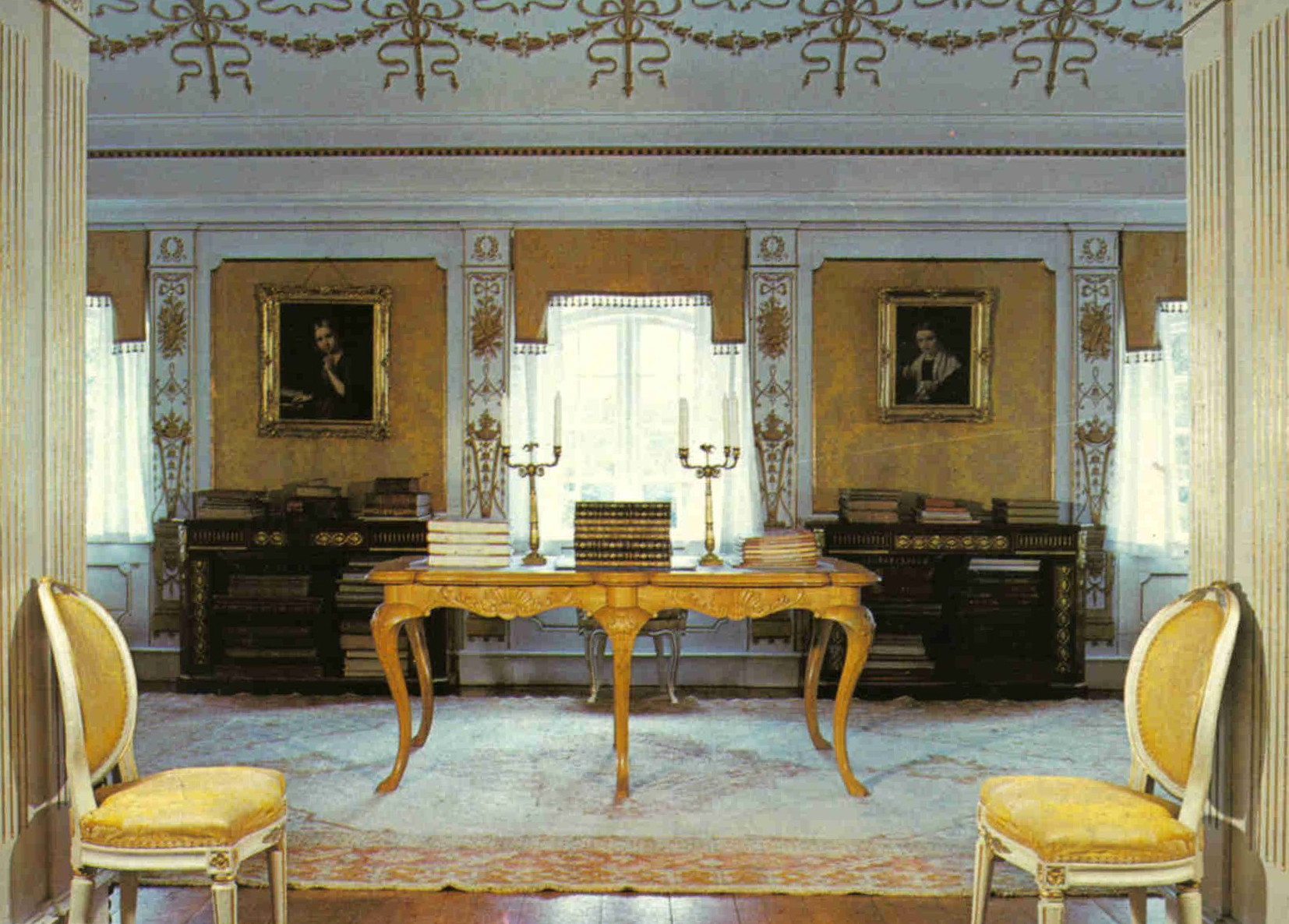
Biblioteket 1967
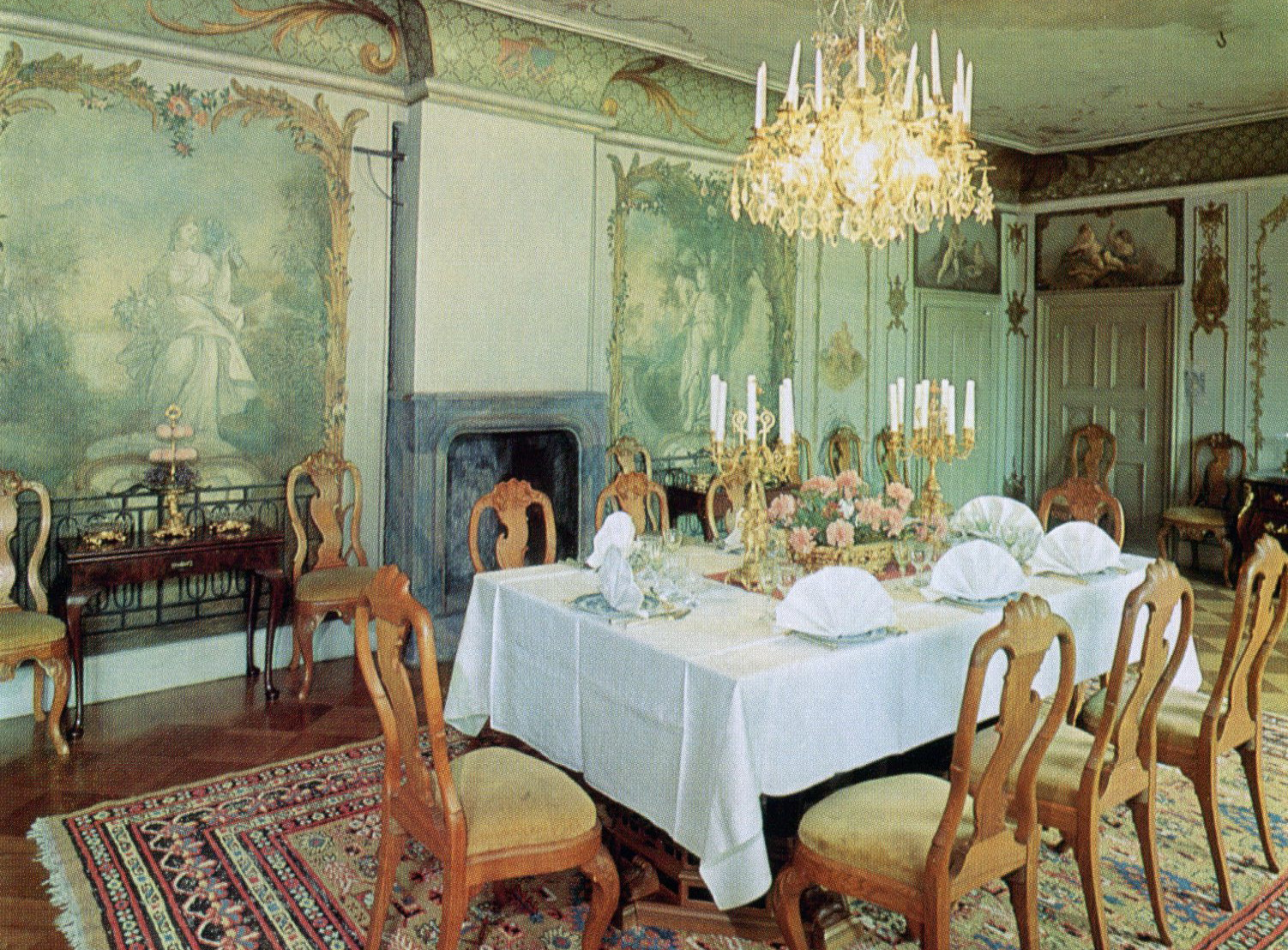
Matsalen, 1967
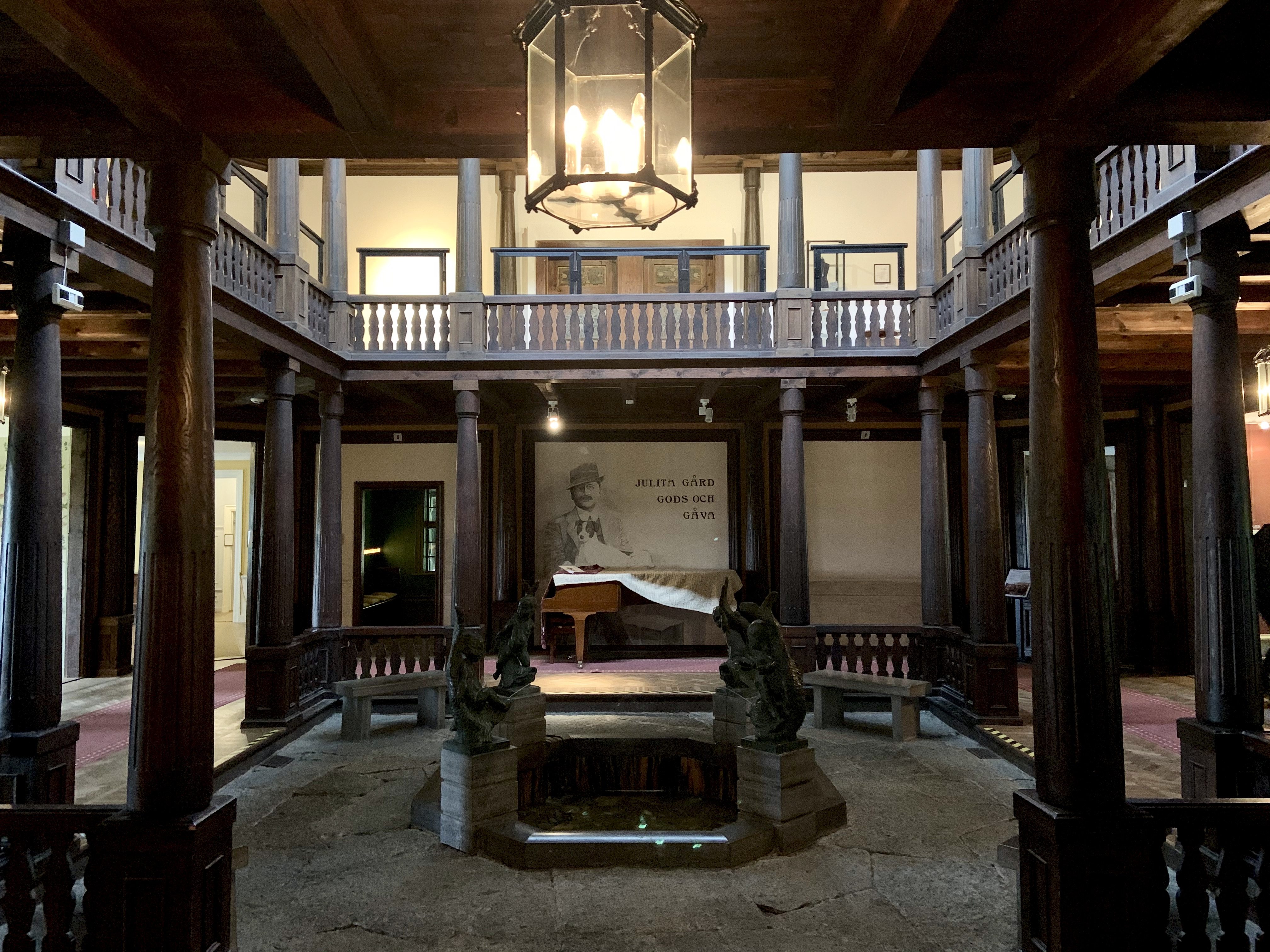
Skansenmuseet
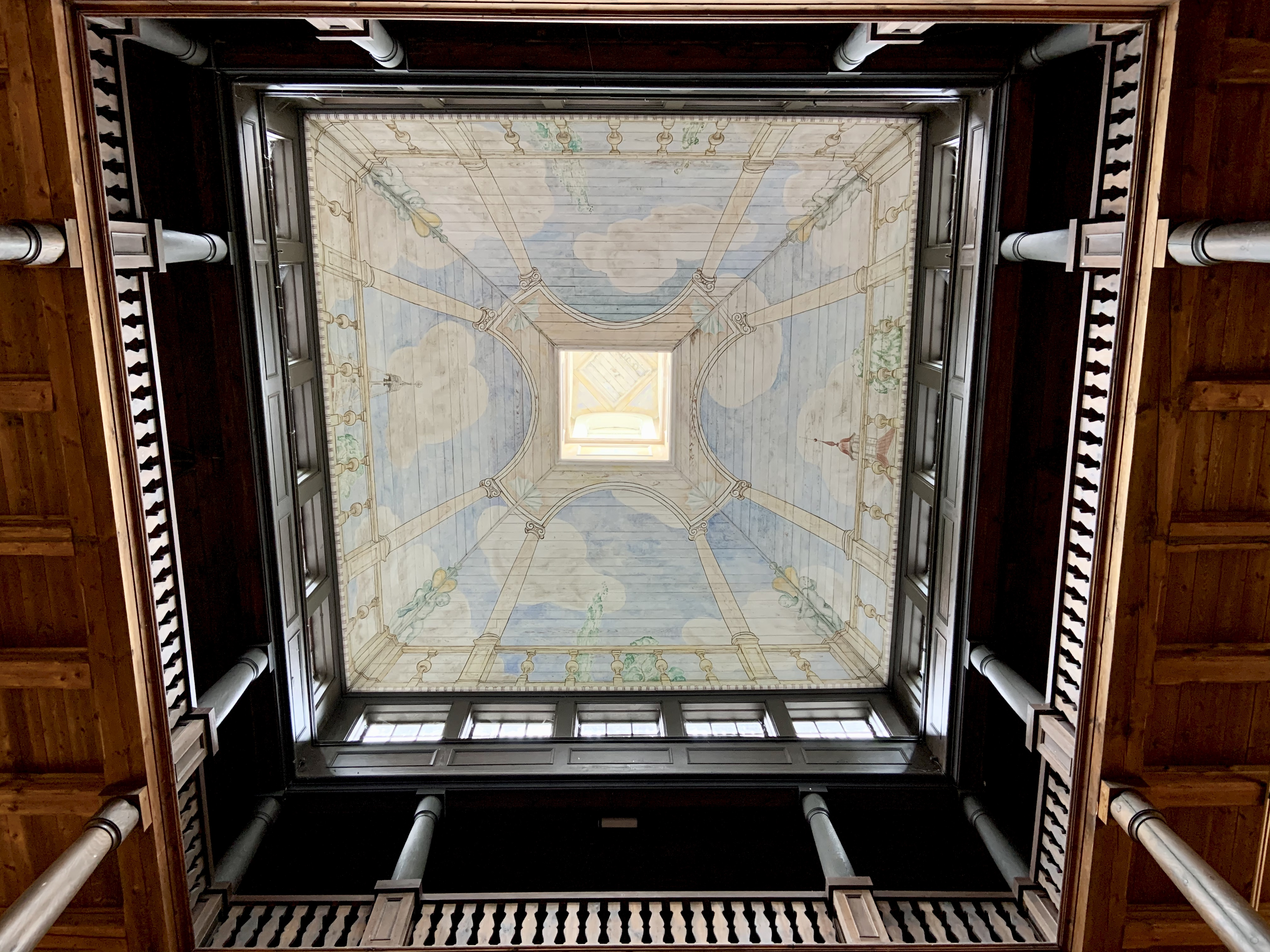
Dekorerat tak i Skansenmuseet